# 디지털 페인팅
디지털 페인팅(digital painting)은 디지털 아트 미술 맥락에서 디지털 회로와 스프레이 페인트 로봇공학을 사용하여 만든 물리적인 회화이거나, 또는 회화와 삽화의 전통적인 역사에서 나온 작품을 모방한 컴퓨터 화면의 화소로 만든 회화 이미지이다.

## 기술적 기원

### 스케치패드

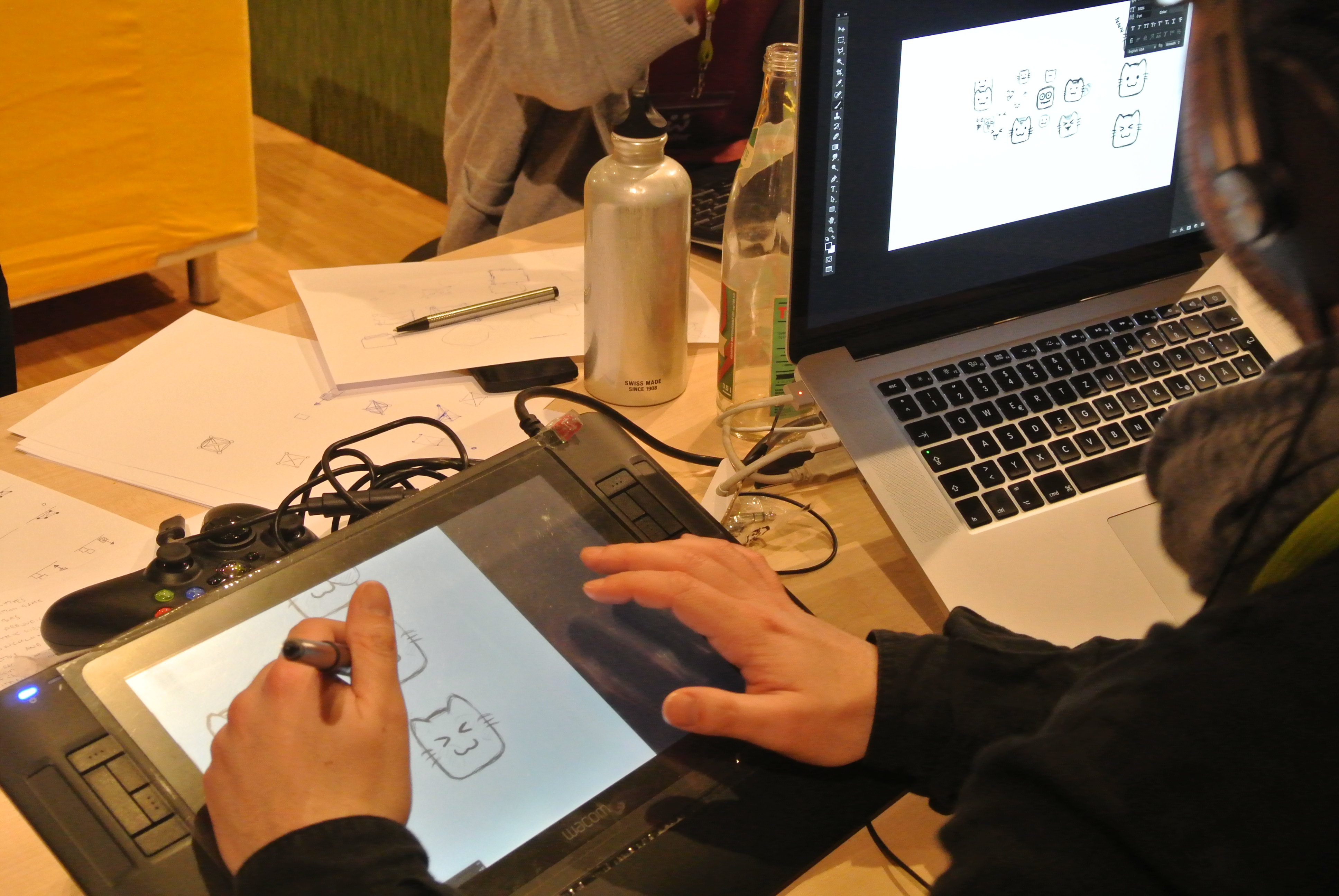
2014년 그래픽 태블릿에 그림을 그리는 아티스트

가장 초기의 그래픽 조작 프로그램은 스케치패드라고 불렸다. 1963년 MIT의 대학원생인 아이번 서덜랜드가 만든 스케치패드는 사용자가 브라운관(CRT)에서 객체를 조작할 수 있게 했다. 스케치패드는 결국 1968년 GRAIL 프로젝트 작업을 위한 랜드 태블릿을 만들게 했고, 최초의 태블릿이 만들어졌다. ID(intelligent digitizer)와 BitPad와 같은 다른 초기 태블릿 또는 디지타이저는 상업적으로 성공했으며 CAD(Computer Aided Design) 프로그램에 사용되었다. 현대의 그래픽 태블릿은 디지털 페인터들이 선호하는 도구이다.

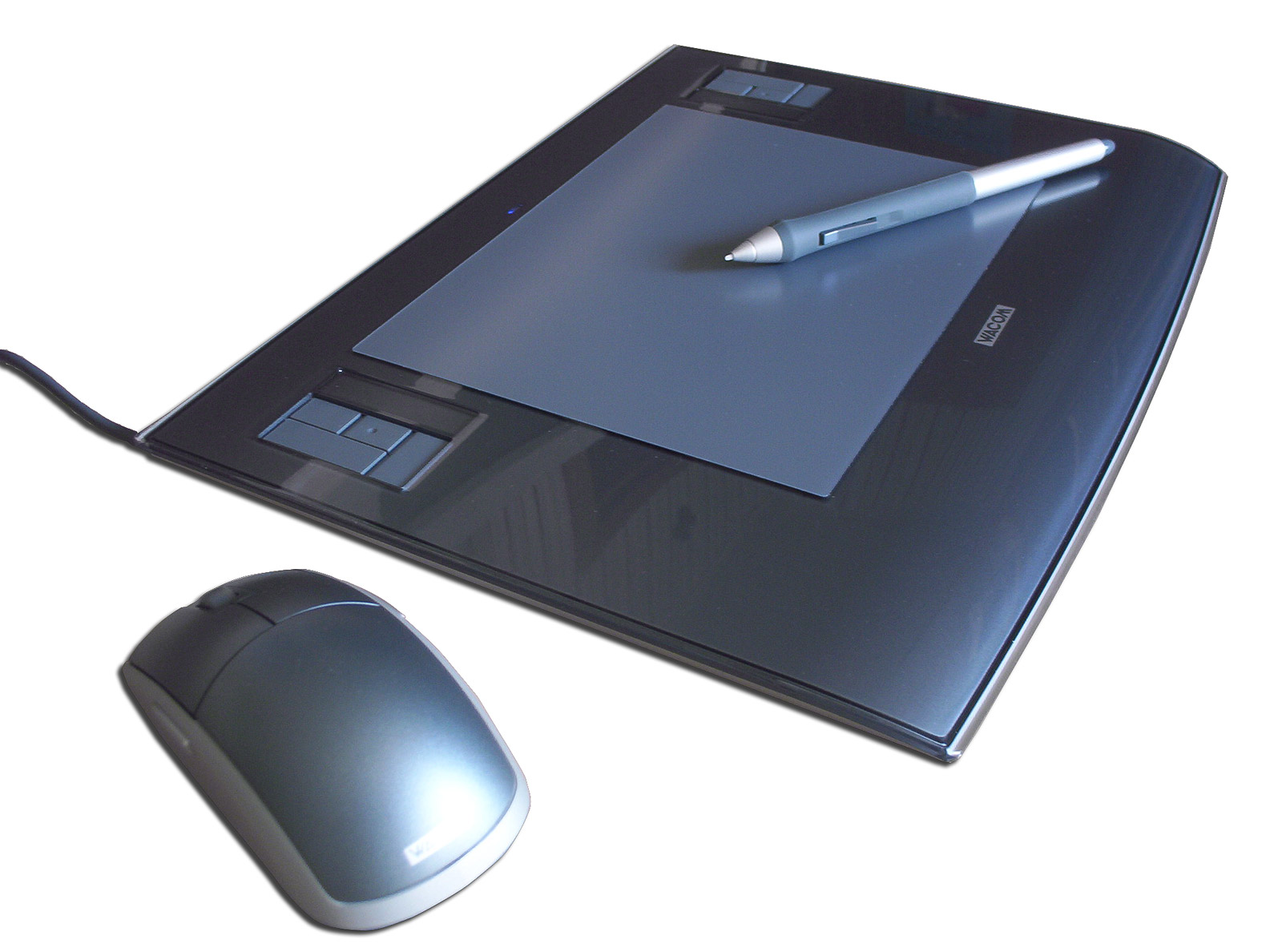
마우스를 사용하는 대신 디지털 페인팅을 만드는 데 사용되는 그래픽 핸드 태블릿

### 태블릿
RAND(연구 개발) 회사가 1968년에 프로그래밍에 사용되는 랜드 태블릿을 개발했을 때부터 컴퓨터에 지침을 전달하는 태블릿을 사용하는 아이디어가 있었다. 디지타이저는 1970년대 중반부터 1980년대 초반까지 서마그래픽스 코퍼레이션(Summagraphics Corp)에서 제조한 ID(Intelligent Digitizer)와 BitPad의 상업적 성공으로 대중화되었다. 이러한 디지타이저는 많은 고급 CAD (컴퓨터 지원 설계) 시스템의 입력 장치로 사용되었으며, PC 및 오토캐드와 같은 PC 기반 CAD 소프트웨어와 함께 번들로 제공되었다.

### 맥페인트
사용자가 객체를 디자인, 드로잉 및 조작할 수 있게 해주는 초기 상업 프로그램은 맥페인트 프로그램이었다. 이 프로그램의 첫 번째 버전은 1984년 1월 22일에 애플 리사에서 소개되었다. 이 프로그램으로 자유롭게 드로잉하고 그래픽을 만들 수 있는 능력은 1984년 동안 동종 최고의 프로그램이 되었다. 프로그램의 초기 버전은 MacSketch와 LisaSketch라고 불렸고, 맥페인트의 마지막 버전은 1998년에 출시된 맥페인트 2.0이었다.
맥페인트의 보편적인 성공은 맥라이트라는 다른 프로그램이 탑재된 첫 번째 매킨토시 컴퓨터의 출시 덕분이었다. 그래픽 사용자 인터페이스가 탑재된 최초의 개인용 컴퓨터였으며, 이전 모델인 리사의 부피가 많이 줄어들었다. 매킨토시는 약 2500달러에 구매할 수 있었고, 더 작은 디자인으로 컴퓨터가 히트하면서 일반 컴퓨터 사용자에게 포함된 맥페인트의 그래픽 가능성을 보여주었다.

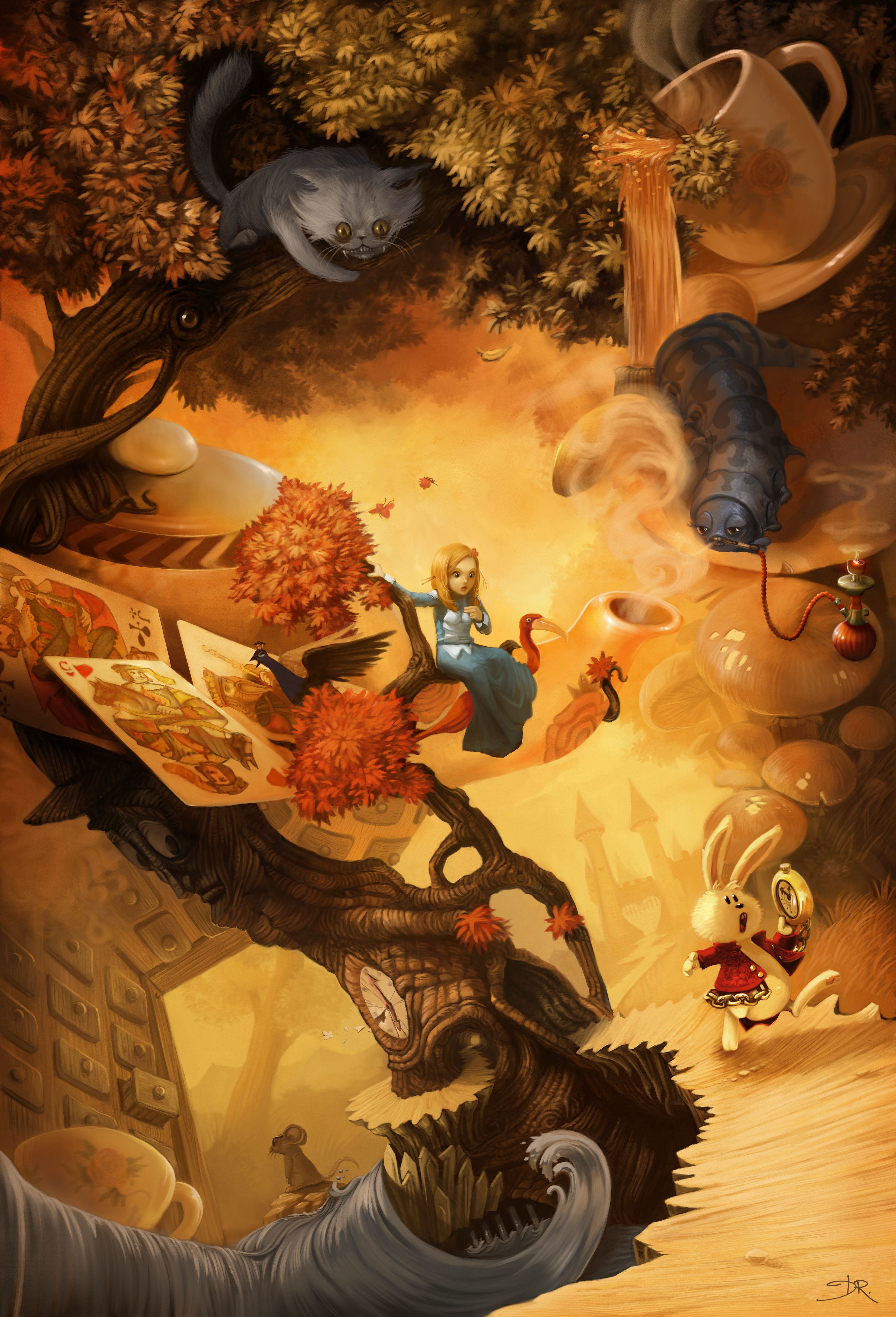
데이비드 레보이가 그린 2010년 디지털 삽화 '이상한 나라의 앨리스'. 1865년 소설의 일부 요소와 등장인물을 묘사하고 있다.

### 어도비
또 다른 초기 이미지 조작 프로그램은 어도비 포토샵이었다. 원래 디스플레이라고 불렸고, 1987년에 미시간 대학교의 토머스 놀이 단색 사진 디스플레이 프로그램으로 만들었다. 그의 형 존의 도움으로 이 프로그램은 Imagepro라는 이미지 편집 프로그램으로 바뀌었지만 나중에 포토샵으로 이름이 변경되었다. 놀 형제는 어도비 시스템즈와 애플과 계약을 맺고, 1991년에 매킨토시용 포토샵 1.0이 출시되었다. 어도비 시스템즈는 이전에 1986년에 애플 매킨토시에서 어도비 일러스트레이터 1.0을 출시했었다. 이 두 프로그램, 어도비 포토샵과 어도비 일러스트레이터는 현재 디지털 페인팅을 제작하는 데 사용되는 상위 두 프로그램 중 하나이다. 일러스트레이터는 사용자가 벡터 드로잉에서 매우 세밀하게 작업할 수 있도록 베지어 곡선의 사용을 도입했다.

### 키드 픽스
1988년에 크레이그 히크먼은 어린이들이 디지털 아트를 쉽게 만들 수 있도록 키드 픽스라는 페인트 프로그램을 만들었다. 이 프로그램은 흑백으로 만들어졌고 여러 번 수정 후 1991년에 컬러로 출시되었다. 키드 픽스는 창의적인 형식으로 컬러와 사운드를 통합한 최초의 상업 프로그램 중 하나였다. 키드 픽스는 의도적으로 어린이를 위해 만들어졌지만, 성인에게도 컴퓨터를 소개하는 유용한 도구가 되었다.

### 코렐 페인터
코렐 페인터는 1991년에 프랙탈 디자인의 마크 짐머와 톰 헤지스가 만들었다.

### 크리타
크리타는 자유 오픈 소스 래스터 그래픽 편집기로 주로 디지털 아트 및 2D 애니메이션을 위해 설계되었다. 프로젝트의 초기 개발은 1998년으로 거슬러 올라갈 수 있다. 2009년에 이 소프트웨어는 만화가, 삽화가 및 콘셉트 아티스트를 대상으로 하는 디지털 페인팅에 더 집중했다.

### 웹 기반 페인팅 프로그램
최근 몇 년 동안 온라인 페인팅을 지원하는 웹사이트가 증가하고 있다. 사용자는 여전히 소프트웨어를 사용하여 디지털로 그림을 그린다. 종종 사용되는 웹사이트의 서버에 소프트웨어가 있다. 그러나 HTML5의 등장으로 일부 프로그램은 현재 클라이언트의 웹 브라우저를 사용하여 일부 처리를 담당한다. 도구 및 브러시의 범위는 독립형 소프트웨어보다 제한될 수 있다. 응답 속도, 색상 품질, 파일 저장 또는 인쇄 기능은 두 매체에서 비슷하다.

## 응용

### 엔터테인먼트 및 영화
영화 제작에서 디지털 페인팅은 콘셉트 아트, 매트 페인팅 및 시각 효과에 사용된다. 아티스트는 이러한 디지털 도구를 사용하여 영화의 시각적 개발을 이끌어가는 환경, 캐릭터 및 장면을 디자인한다. 예를 들어, 매트 페인팅은 현실에서 촬영하기 불가능한 현실적인 배경과 설정을 만들 수 있게 한다. 클립 스튜디오 페인트, 크리타 및 블렌더는 이 산업에서 주요 도구이다.

### 비디오 게임 산업
비디오 게임 개발에서 콘셉트 아티스트는 디지털 도구 및 기술을 사용하여 캐릭터, 환경 및 자산을 시각화하고, 게임의 미학과 디자인에 대한 시각적 청사진을 제공한다. 일반적으로 사용되는 도구는 Z브러시 및 페인트 툴 SAI이다.

### 광고 및 마케팅
광고에서 디지털 페인팅은 캠페인을 위한 시각 자료를 만드는 데 중요한 도구가 되었다. 브랜드는 디지털 삽화를 사용하여 주의를 끌고 타겟 고객에게 공감하는 광고를 만든다. 예를 들어, 코카콜라는 혁신적이고 인터랙티브한 콘텐츠를 통해 소비자와 소통하기 위해 마케팅에 디지털 아트를 사용했다.

### 출판
출판에서는 코렐 페인터와 어도비 포토샵과 같은 도구를 사용하여 도서 표지, 삽화 및 그래픽 노블에 디지털 페인팅을 사용한다. 디지털 도구의 도움으로 아티스트는 이제 고품질의 세밀한 작품을 더 빠르게 제작할 수 있다. 릭 베리는 소설 뉴로맨서의 첫 번째 디지털 페인팅 도서 표지를 만든 출판계의 저명한 아티스트 중 한 명이다.

## 디지털 아트 소프트웨어 목록
| 디지털 아트 소프트웨어 목록 | 디지털 아트 소프트웨어 목록 | 디지털 아트 소프트웨어 목록               | 디지털 아트 소프트웨어 목록    |
| 소프트웨어                  | 개발사                      | 플랫폼                                    | 라이선스                       |
| --------------------------- | --------------------------- | ----------------------------------------- | ------------------------------ |
| 어도비 프레스코             | 어도비                      | 마이크로소프트 윈도우, MacOS, IOS, IPadOS | 프리미엄 (사업 모형)           |
| 어도비 포토샵               | 어도비                      | 윈도우, MacOS                             | 사유                           |
| 어도비 일러스트레이터       | 어도비                      | 윈도우, MacOS                             | 사유                           |
| 어도비 서브스탠스 3D 모델러 | 어도비                      | 윈도우, MacOS                             | 사유                           |
| 코렐 페인터                 | 코렐                        | 윈도우, MacOS                             | 사유                           |
| 클립 스튜디오 페인트        | 셀시스 주식회사             | 윈도우, MacOS, IOS, 안드로이드            | 사유                           |
| 어피니티 디자이너           | 세리프                      | 윈도우, MacOS                             | 사유                           |
| 아트레이지                  | 앰비언트 디자인 Ltd         | 윈도우, MacOS, IOS, 안드로이드            | 사유 최종 사용자 라이선스 계약 |
| 오토데스크 스케치북         | 스케치북, Inc.              | 윈도우, MacOS, IOS, 안드로이드            | 프리미엄 (사업 모형)           |
| 김프                        | GNU 이미지 조작 프로그램    | 윈도우, MacOS, 리눅스                     | 틀:Open source                 |
| 이비스페인트                | 이비스 Inc.                 | 윈도우, IOS, 안드로이드                   | 사유/프리미엄 (사업 모형)      |
| 인피니트 페인터             | 인피니트 스튜디오 LLC       | IOS, 안드로이드                           | 프리미엄 (사업 모형)           |
| 잉크스케이프                | 잉크스케이프 개발자         | 윈도우, MacOS, 리눅스                     | 틀:Open source                 |
| 크리타                      | 크리타 재단                 | 윈도우, MacOS, 리눅스                     | 틀:Open source                 |
| 파이어알파카                | PGN Inc.                    | 윈도우, MacOS                             | 사유/프리웨어                  |
| mdiapp                      | nattou.org                  | 윈도우                                    | 사유                           |
| 메디방 페인트               | 메디방 Inc.                 | 윈도우, MacOS, IOS, 안드로이드            | 사유/프리웨어                  |
| 오픈캔버스                  | PGN Inc.                    | 윈도우                                    | 사유                           |
| 프로크리에이트              | 새비지 인터랙티브           | IPadOS                                    | 사유                           |
| 하이페인트                  | 아이지 테크놀로지           | IOS, 안드로이드                           | 사유/프리웨어                  |
| 르벨                        | 이스케이프 모션             | 윈도우, MacOS                             | 사유                           |
| 에픽 펜 프로                | 에픽게임즈                  | 윈도우                                    | 사유                           |
| 페인트 툴 SAI               | 시스템엑스 소프트웨어       | 윈도우                                    | 사유                           |
| 마이페인트                  | 마이페인트 기여자           | 윈도우, MacOS, 리눅스                     | 틀:Open source                 |
| 페인트스톰 스튜디오         | 페인트스톰 스튜디오 팀      | 윈도우, MacOS, IPadOS                     | 사유                           |
| 플레임 페인터               | 이스케이프 모션             | 윈도우, MacOS                             | 사유                           |
| 트위스트 브러시             | 픽사라                      | 윈도우, MacOS                             | 사유                           |
| Z브러시                     | 픽솔로직                    | 윈도우, MacOS                             | 사유                           |

## 같이 보기
- 아트 소프트웨어
- 뇌파 그림
- 컴퓨터 아트
- 컴퓨터 그래픽스
- 컴퓨터 페인팅
- 마이크로소프트의 디지털 아트
- 디지털 일러스트레이션
- 디지털 사진
- 전자 예술
- 뉴미디어
- 소프트웨어 아트

## 더 읽어보기
- 도널드 쿠스핏 감각의 매트릭스 VI: 디지털 아티스트와 새로운 창조적 르네상스
- 졸린 블레이와 존 이폴리토, 예술의 경계에서, 템스 & 허드슨 Ltd, 2006
- 크리스티안 폴 디지털 아트, 제4판 템스 & 허드슨 Ltd, 177-181쪽
- 도널드 쿠스핏 "아날로그 아트에서 디지털 아트로" in Arte Digital Y Videoarte, Kuspit, D. ed., Consorcio del Circulo de Bellas Artes, 마드리드
- 로버트 C. 모건 디지털 하이브리드, 아트 프레스 255호, 75–76쪽
- 프랭크 포퍼 기술에서 가상 예술로, MIT 출판부
- 브루스 완즈 디지털 시대의 예술, 런던: 템스 & 허드슨
- 크리스틴 부치-글럭스만, "가상 시대의 예술", in Frontières esthétiques de l'art, Arts 8, 파리: L'Harmattan, 2004
- 마고트 러브조이 디지털 흐름: 전자 시대의 예술 Routledge 2004
- 브랜든 테일러 콜라주 템스 & 허드슨 Ltd, 2006, 221쪽
- 웨인 엔스티스 & 멜로디 피터스, 드로잉: 공간, 형태, 표현, 뉴저지: 프렌티스 홀
- 프랭크 포퍼 Ecrire sur l'art : De l'art optique a l'art virtuel, L'Harmattan 2007
- 프레드 포레스트 Art et Internet, 에디션 세르클 다르 / 이매지네르 모드 뎀플와
- 리저, 울프. 디지털 아트. 랑엔샤이트: h.f. ullmann. 2009